# B.O.T.A. (Baddest of Them All)
«B.O.T.A. (Baddest of Them All)»  — сингл британской певицы и диджея Элизы Роуз и продюсера Interplanetary Criminal. Сингл вместе с би-сайдом «Move to The» был впервые выпущен 15 июня 2022 года независимой компанией Роуз Rosebud Recordings. По мере роста популярности песни в июле 2022 года, её подхватила Warner Music UK, которая выпустила радио-версию 12 августа 2022 года. Песня достигла первого места как в Ирландии, так и в Великобритании (где она стала 1400-м синглом, возглавившим чарт Великобритании).
Сингл сэмплирует ремикс LL w/ Love RC песни «Let the Beat Hit 'Em» группы Lisa Lisa and Cult Jam, который достиг 49-го места под названием «Let the Beat Hit 'Em, Part 2» в 1991 году.

## История
По словам Роуз, песня возникла, когда ей показал ритмическую основу манчестерский продюсер Зак Брюс (DJ Zach Bruce, он же Interplanetary Criminal). Затем она написала большую часть песни в течение нескольких минут, делая акцент на добавлении «милых» элементов, а также «грубости». Текст для неё был вдохновлён работой актрисы Пэм Гриер в криминальном боевике «Коффи» (1973). Песня имела неожиданный успех, активно звучала в лондонских клубах, а затем на Glastonbury Festival 2022. В интервью она подробно описала процесс создания песни, сказав: «Этот трек такой ностальгический. Когда я впервые услышала ритм, он вызвал у меня мгновенные воспоминания о взрослении в 90-х годах и о танцевальной музыке того времени. Поездки на каникулы на море, сюрреалистическая атмосфера игровых автоматов, знакомства с мальчиками, милые и кокетливые отношения. А потом у вас есть текст „Baddest of Them All“, который противопоставляет эту невинность и добавляет остроту, и который пришёл ко мне в нужное время через постер фильма „Джеки Браун“. Это определенно отражает два контрастных аспекта моей личности. Девчачья и милая, но и немного плохая девчонка!».
Вскоре после выхода песня стала вирусной в приложении TikTok.

## Композиция
Песня была описана как «в высшей степени веселый, обходительный гимн с большим количеством развязности и кокетливой лирикой, которая проникает в ваше сознание».

## Коммерческий успех
Сингл вошел в чарты Великобритании в августе 2022 года. 2 сентября 2022 года «B.O.T.A. (Baddest of Them All)» сменил на первом месте сингл «Afraid to Feel» коллег Роуз по лейблу Warner Records шотландской группы LF System с общим числом продаж 43 576 против 39 616 у эдинбургского дуэта. При этом он стал 1400-м синглом, достигшим первого места в чарте Official Chart Company, и сделал Роуз первой женщиной-диджеем за последние 22 года, чей сингл занял первое место в чарте (предыдущее по этому показателю первое место в чарте занял сингл певицы и диджея Соник «It Feels So Good» в 2000 году).

## Итоговые списки
| Публикация/критик | Список                     | Ранг | Ссылка |
| ----------------- | -------------------------- | ---- | ------ |
| NME               | The 50 Best Songs of 2022  | 4    | [ 17 ] |
| Pitchfork         | The 100 Best Songs of 2022 | 72   | [ 18 ] |

## Музыкальное видео
Музыкальное видео было выпущено 15 июня 2022 года и снято в родном городе Роуз Хакни (Лондон). Режиссёром клипа выступила Джини Кристал, а в качестве приглашённых гостей в нем снялись икона драг-арта мисс Шарон Ле Гранд, основательница Vogue Ball Табу, танцовщица Сакима Пенг Крук и художник Wet Mess.

## Чарты
| Чарт (2022)                                 | Высшая позиция |
| ------------------------------------------- | -------------- |
| Австралия (ARIA)                            | 4              |
| Австрия (Ö3 Austria Top 40)                 | 70             |
| Канада (Canadian Hot 100)                   | 71             |
| Германия (GfK)                              | 36             |
| Мир (Global 200, Billboard)                 | 47             |
| Ирландия (IRMA)                             | 1              |
| Литва (AGATA)                               | 2              |
| Нидерланды (Dutch Top 40)                   | 19             |
| Нидерланды (Single Top 100)                 | 16             |
| Новая Зеландия (RMNZ)                       | 7              |
| Польша (Polish Airplay Top 100)             | 27             |
| Португалия (AFP)                            | 147            |
| Швейцария (Schweizer Hitparade)             | 45             |
| Великобритания (OCC UK Singles)             | 1              |
| Великобритания (OCC UK Dance)               | 1              |
| Великобритания (OCC UK Indie)               | 2              |
| США (Hot Dance/Electronic Songs, Billboard) | 8              |

## Сертификации
| Регион                                                                      | Сертификация | Продажи |
| --------------------------------------------------------------------------- | ------------ | ------- |
| Австралия (ARIA)                                                            | Платиновый   | 70 000  |
| Великобритания (BPI)                                                        | Платиновый   | 600 000 |
| Данные о продажах + прослушиваниях приведены только на основе сертификации. |              |         |